# Prenj (Stolac, BiH)
Prenj je naseljeno mjesto u općini Stolac, Federacija Bosne i Hercegovine, BiH.

## Zemljopisni položaj
Naselje se nalazi na Dubravskoj visoravni, jugoistočno od magistralne ceste M6, na pola puta između Čapljine i Stoca. 

## Stanovništvo

### Popisi 1971. – 1991.
| Prenj              |              |              |              |
| godina popisa      | 1991.        | 1981.        | 1971.        |
| Hrvati             | 457 (57,84%) | 458 (58,34%) | 479 (58,91%) |
| Muslimani          | 288 (36,45%) | 279 (35,54%) | 287 (35,30%) |
| Srbi               | 41 (5,18%)   | 39 (4,96%)   | 44 (5,41%)   |
| Jugoslaveni        | 0            | 9 (1,14%)    | 2 (0,24%)    |
| ostali i nepoznato | 4 (0,50%)    | 0            | 1 (0,12%)    |
| ukupno             | 790          | 785          | 813          |

### Popis 2013.
| Prenj              |              |
| godina popisa      | 2013.        |
| Hrvati             | 417 (60,96%) |
| Bošnjaci           | 251 (36,70%) |
| Srbi               | 16 (2,34%)   |
| ostali i nepoznato | 0            |
| ukupno             | 684          |

## Župa Dubrave
Povijesna župa Trebinjsko-mrkanske biskupije osnovana je 1704. kao župa Dubrave. Njeno prvobitno područje bilo je područje nekadašnje župe Dobrane, a koje je ostalo pod turskom vlašću nakon Karlovačkog mira. Osim što je teritorijalno bila najveća, već je popisom iz 1733. župa Dubrave bila najbrojnija u Trebinjsko-mrkanskoj biskupiji. Isti status zadržala je i kroz 18. i kroz 19. stoljeće. Tako se, prema popisu obitelji i njihovih članova iz 1829., u sastavu župe nalazilo 56 naselja u kojma 280 katoličkih obitelji s 1878 članova.
Prema izvješću o župi iz 1751. biskupa Sigismunda Tudišića, župa Dubrave imala je 1120 vjernika, a navodi se i popis mjesta koja pripadaju župi, i to:
- Gornje Hrasno: Čavaš, Pobrđe, Prisoje, Glumina, Previš i dio Hutova
- Donje Hrasno: Brštanica, Cerovo, dio Dobrana, Doljani, Dubravica, Sjekose, Dašnica, Ljutosjer i Crnoglav.
- Bjelojevići, Riđica, Kruševo, Poplat, Njivice, grad Stolac, Bitunja, Ošanići, Kremenac, Greda, Pješivac, Ljubljenica, Ljuca, Bivolje Brdo, Hotanj, Riječice, Kozice, grad Počitelj i Čeljevo.

Crkvene podjele tijekom vremena su smanjivale ovu župu osnivanjem novih na njenom području. Tako je 1761. osnovana župa Hrasno, a 1863. odcijepljen je veći dio naselja buduće župe Stolac. Župa Gabela je odcijepljena 1874., zajedno s naseljima Dračevo, Čeljevo, Doljani i Klepci, 1891. župa Blagaj, a 1899. župa Nevesinje. Župa Rotimlja odcijepljena je 1917., župa Domanovići 1969. te župa Aladinići 1977. Pod imenom Dubrave župa je postojala sve do kraja 19. stoljeća, kada joj je ime promijenjeno prema sjedištu župe - Prenju i pod tim imenom postoji i danas.
Gradnja župne crkve sv. Mihovila započela je 1859., a dovršena je i blagoslovljena 1869. U prigodi proslave 160 godina od gradnje i 150 godina od blagoslova, crkva je renovirana 2018. čime joj je vraćen izvorni izgled fasade.

### Popis župnika[8]
- don Petar Radunović
- don Jure Sentić (1687.)
- don Savo Vukić (1704.-1729.)
- don Pavo Jelić (1728.-1731.)
- don Mato Ančić (1731.-1735.)
- fra Franjo, kapucin (1735.-1737.)
- don Petar Bukvić (1739.-1742.)
- don Petar Bronzić (1742.-1759./1760.)
- don Jozo Pažin (1759./1760.-1761.)
- don Andrija Zvonić (1761.-1762.)
- don Mato Bogojević (1762.-1777.)
- don Ilija Raič (1777.-1786.)
- don Andrija Maslać (1806.-1820.)
- don Luka Raguž (1821.-1823.)
- don Vidoje Maslać (1824.-1862.)
- don Jozo Maslać, ž.u. (1862.-1863.)
- don Nikola Lazarević (1863.-1867.)
- don Stjepan Putica (1867.-1907.)
- don Vide Putica (1907.-1942.)
- don Ante Krešimir Buconjić (1942.-1944.)
- ispražnjeno, skrbio don Anđelko Babić (1947.-1950.)
- don Ivan Kordić, st. (1951.-1955.)
- don Ilija Rezo (1955.-1980.)
- don Đuro Kulaš (1980.-1985.)
- don Tadija Pavlović (1985.-1988.)
- don Srećko Čulina (1988.-1991.)
- don Anđelko Planinić (1991.-2017.)
- don Mile Vidić (2017.-2024.)
- don Ivan Bijakšić[9] (2024.-

## Kultura
- HKUD Prenj, osnovan 2001. nasljednik je tamburaškog orkestra "Soko" koji je djelovao od 1929. do početka Drugog svjetskog rata. Snimili su nosač zvuka "Kućo stara".[10]

## Sport
- Malonogometni turnir ˝Ilija Jerinić˝, godišnji turnir koji se igra prigodom blagdana Velike Gospe.

## Poznate osobe
- don Damjan Raguž

## Vanjske poveznice
- Stranice HKUD Prenj  Arhivirana inačica izvorne stranice od 15. travnja 2008. (Wayback Machine)